# Fédération allemande de skat
La fédération allemande de skat, en allemand  Deutscher Skatverband (DSkV), est l'organisme national chargé de gérer et de promouvoir la pratique du skat, le jeu de cartes, en Allemagne. 

## Histoire
Cet organisme fédère les clubs allemand de skat. Il a été fondé le 12 mars 1899 à Halle-sur-Saale, Le siège de l'association est à Altenbourg, la « ville du skat »,  et la cité où ce jeu aurait été inventé en 1813.  De 1954 à 2001,  la division de l'Allemagne est à l'origine de la création d'un deuxième siège à Bielefeld, en Allemagne de l'Ouest. Le siège de Bielefeld a été fermé en 2005.

## Organisation
L'association regroupe 13 associations régionales et 1 666 clubs. Le nombre de membres a chuté toutefois, de 35 000 au moment de la réunification allemande, en 1990, à 26 000 en 2013.
La fédération organise des  championnats d'Allemagne. Il y a également des tournois ouverts, où tous les joueurs de skat intéressés peuvent participer - sans qu'une adhésion à un club soit exigé( Coupe d'Allemagne féminine, Championnat allemand mixte, Coupe d'Allemagne Coupe et deux compétitions internationales annuelles). 
La fédération statue également sur les conflits éventuels.

### Webographie
- (de) « Skat. Historie. », 2002.
- (de) « Wenn die Karte nicht läuft ...Geschichte des DSkV », 2013.